# 邹升廷
邹升廷（1987年8月—），广西罗城人，仫佬族，无党派人士。中华人民共和国政治人物、第十三届全国人民代表大会广西壮族自治区代表。

## 生平
2018年，邹升廷被选为广西壮族自治区出席第十三届全国人民代表大会代表。